# Arbeiterpartei Äthiopiens

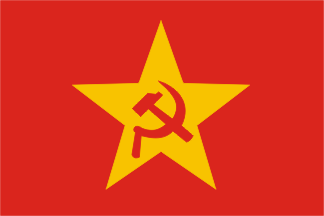
Parteiflagge der Arbeiterpartei (1984–1991)

Die Arbeiterpartei Äthiopiens (amharisch የኢትዮጵያ ሠራተኞች ፓርቲ, transkribiert Ye Ityopia Serategnoch Parti; englisch Worker’s Party of Ethiopia; Abkürzung WPE) war die marxistisch-leninistische Einheitspartei in der Volksdemokratischen Republik Äthiopien, welche von 1984 bis 1991 die Regierung stellte. Seit 1990 hieß die Partei „Demokratische Einheitspartei Äthiopiens“ (EDUP).

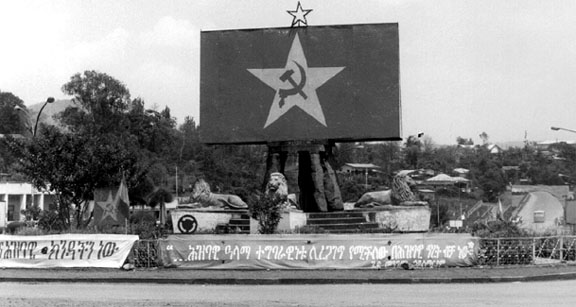
Symbole und offizielle Flagge der Arbeiterpartei Äthiopiens

Das Hauptquartier der Partei befand sich in Addis Abeba, die Parteizeitung hieß Addis Zemen.

## Entwicklung
1974 ereignete sich in Äthiopien eine Revolution, die das Feudalregime Kaiser Haile Selassies zu Fall brachte. An die Spitze der revolutionären Bewegung setzte sich die Armee. Ein Rat aus Militärangehörigen (PMVR/Dergue) übernahm die Macht und schaffte das Kaisertum in Äthiopien ab. Nach blutigen Säuberungen innerhalb des Dergue setzte sich die prosowjetisch-prokubanische Gruppe um den Marxisten-Leninisten Major Mengistu Haile Mariam, die den Übergang zum Sozialismus anstrebte, durch.
1979 gründete sich der Dergue die „Kommission zur Organisierung der Partei der Werktätigen Äthiopiens“ (COPWE), um die äthiopische Gesellschaft besser kontrollieren und dies besser legitimieren zu können. Die COPWE fungierte als Partei und veröffentlichte die Zeitung Serto Ader („Der Arbeiter“).
Im September 1984 konnte schließlich der Gründungskongreß der WPE durchgeführt werden. Mengistu Haile Mariam erstattete dort einen Bericht und wurde zum Generalsekretär der Partei gewählt. „Während Hunderte von Äthiopiern verhungerten, verschlangen die Gründungsfeierlichkeiten im Jahre 1984 250 Millionen DM.“
„Mit der 1984 erfolgten Gründung der…WPE…versuchte sich die Mengistu-Clique eine Massenbasis…unter den Werktätigen…zu schaffen.“ Doch war die WPE eher eine Armee- als eine Arbeiterpartei: „75 Prozent dieser Partei sind Soldaten und Zivilbürokraten. Im Zentralkomitee sitzen 24 Generäle und 46 Oberste.“
Im Jahre 1987 trat eine neue äthiopische Verfassung in Kraft, die Verfassung der Demokratischen Volksrepublik Äthiopien. In ihr wurde die Führungsposition der WPE im politischen System des Landes festgeschrieben.
Im März 1990 wurde die WPE in „Demokratische Einheitspartei Äthiopiens“ (EDUP) umbenannt. Zuvor hatte Mengistu Haile Mariam in einer vierstündigen Ansprache vor dem Zentralkomitee der WPE den Übergang zum Sozialismus für gescheitert erklärt. Die Partei sollte sich nun „allen gesellschaftlichen Kräften öffnen.“ Bis Mai 1991 war die EDUP die einzige legale Partei.

## Beziehungen zur SED
Die Beziehungen zwischen der äthiopischen Partei und der Sozialistischen Einheitspartei Deutschlands (SED), aber auch die persönlichen Beziehungen zwischen den Generalsekretären Erich Honecker und Mengistu Haile Mariam waren freundschaftlich. Noch im Mai 1989 besuchte Mengistu Haile Mariam die DDR.

### Delegation auf Parteitagen
Seit 1981 entsandte die äthiopische Partei Delegationen auf Parteitage der SED. Zuvor hatte der Dergue 1976 eine Delegation auf den IX. Parteitag der SED entsandt.
Die Angaben über die Zusammensetzung der Delegationen sind den Parteitagsprotokollen entnommen.
COPWE-Delegation auf dem X. SED-Parteitag (1981)
- Berhanu Bayeh (Mitglied des Exekutivkomitees)
- Berhanu Jembere (Botschafter des Sozialistischen Äthiopien in der DDR)
- Tefera Scháwl (Stellvertretender Chefredakteur des Parteiorgans „Serto Ader“)
- Tafessework Wondimu (Sektorleiter der Abteilung Internationale Verbindungen des Zentralkomitees)
- Assefa Habtu (Mitarbeiter des Zentralkomitees)

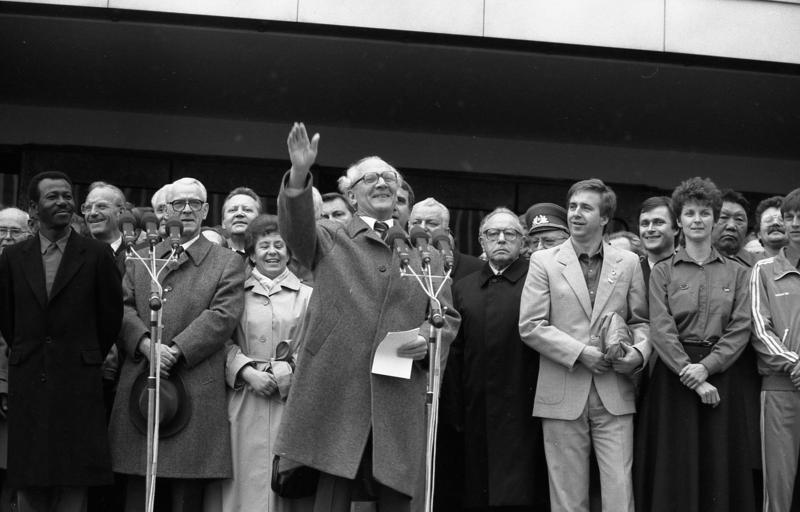
Mengistu Haile Mariam (links) bei einer FDJ-Manifestation der SED

WPE-Delegation auf dem XI. Parteitag der SED (1986)
- Mengistu Haile Mariam
- Addis Tedla (Mitglied des Politbüros des Zentralkomitees und Stellvertreter des Vorsitzenden des Nationalen Komitees für zentrale Planung)
- Dr. Ashagre Yigletu (Sekretär des Zentralkomitees und Leiter der Abteilung Internationale Verbindungen des Zentralkomitees)
- Mengistu Gemetchu (Mitglied des Zentralkomitees und Leiter des Büros des Generalsekretärs)
- Girma Beshah (Kandidat des Zentralkomitees und stellvertretender Leiter der Abteilung Internationale Verbindungen des Zentralkomitees)
- Berhanu Jembere (Außerordentlicher und Bevollmächtigter Botschafter des Sozialistischen Äthiopien in der DDR)

## Parteidokumente
In den Protokollen des X. und XI. Parteitages der SED sind Grußworte der äthiopischen Partei an diese Parteitage enthalten.
Im Jahre 1986 erschien im Dietz Verlag Berlin zudem die Broschüre Gründungskongreß der Arbeiterpartei Äthiopiens, 6. – 10. September 1984. Hauptbericht, erstattet von Mengistu Haile Mariam, Vorsitzender des PMVR und der COPWE, Oberkommandierender der Revolutionären Streitkräfte.